# Гайлендс (Техас)
Гайлендс (англ. Highlands) — переписна місцевість (CDP) в США, в окрузі Гарріс штату Техас. Населення — 8612 особи (2020).

## Географія
Гайлендс розташований за координатами 29°48′46″ пн. ш. 95°3′28″ зх. д. / 29.81278° пн. ш. 95.05778° зх. д. (29.812869, -95.057826).  За даними Бюро перепису населення США в 2010 році переписна місцевість мала площу 16,90 км², з яких 12,64 км² — суходіл та 4,25 км² — водойми.

## Демографія
Згідно з переписом 2010 року, у переписній місцевості мешкали 7522 особи в 2727 домогосподарствах у складі 1963 родин. Густота населення становила 445 осіб/км².  Було 2941 помешкання (174/км²).
Расовий склад населення:
| - 84,2 % — білих - 3,1 % — чорних або афроамериканців - 0,9 % — корінних американців - 0,4 % — азіатів - 9,1 % — осіб інших рас |

До двох чи більше рас належало 2,3 %. Частка іспаномовних становила 24,8 % від усіх жителів.
За віковим діапазоном населення розподілялося таким чином: 25,9 % — особи молодші 18 років, 62,6 % — особи у віці 18—64 років, 11,5 % — особи у віці 65 років та старші. Медіана віку мешканця становила 36,6 року. На 100 осіб жіночої статі у переписній місцевості припадало 100,1 чоловіків;  на 100 жінок у віці від 18 років та старших — 97,6 чоловіків також старших 18 років.
Середній дохід на одне домашнє господарство  становив 65 872 долари США (медіана — 54 219), а середній дохід на одну сім'ю — 72 488 доларів (медіана — 59 095). Медіана доходів становила 48 250 доларів для чоловіків та 41 182 долари для жінок. За межею бідності перебувало 16,4 % осіб, у тому числі 27,3 % дітей у віці до 18 років та 11,0 % осіб у віці 65 років та старших.
Цивільне працевлаштоване населення становило 2755 осіб. Основні галузі зайнятості: виробництво — 16,6 %, освіта, охорона здоров'я та соціальна допомога — 15,1 %, роздрібна торгівля — 12,3 %, будівництво — 11,3 %.